# Лал Бал Пал

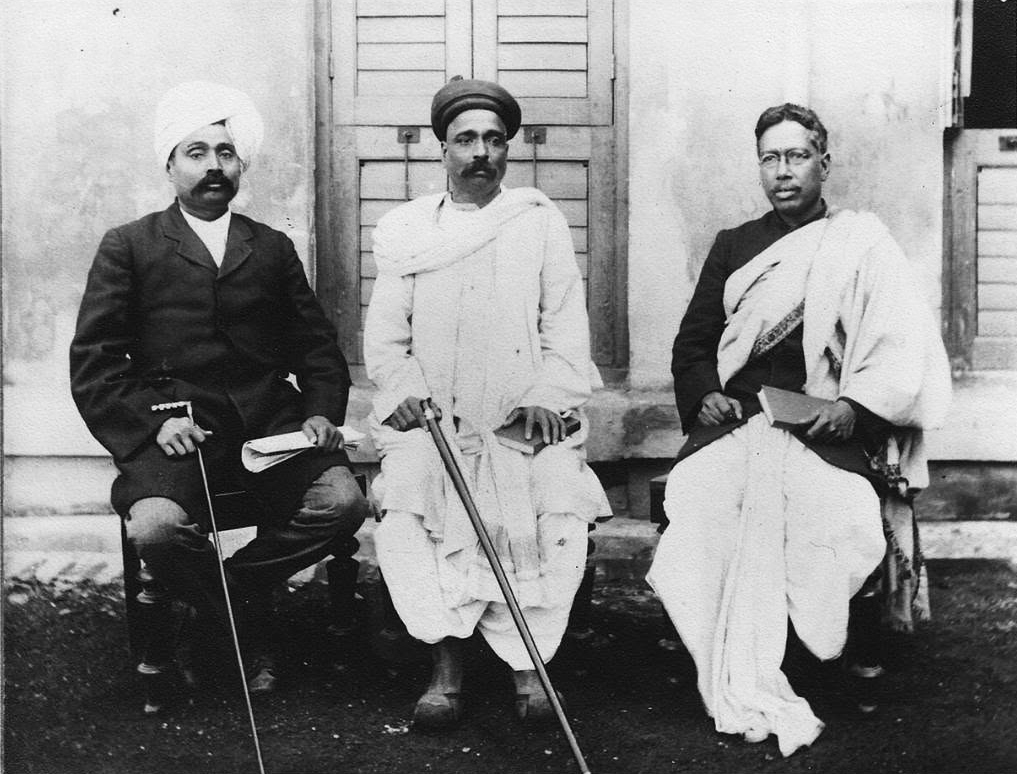
Тілак, Ладжпат Рай та Пал

Лал Бал Пал (гінді लाल बाल पाल) — радикальне угруповання, що відкололося на початку XX століття від Індійського національного конгресу.
Наприкінці XIX століття в Індійському національно-визвольному русі почали набирати чинності радикальні ідеї. Вони прорвалися на поверхню, коли в 1905 віце-король Індії Джордж Керзон зробив розділ Бенгалії. У відповідь у Бенгалії почався рух "свадеші" - рух за бойкот англійських товарів.
Не всі в Індійському національному конгресі підтримали весілля. В 1906 Конгресу вдалося уникнути розколу, проте в 1907 в Сураті протиріччя між «помірними» і «крайніми» («екстремістами») досягли межі. Суратський конгрес потонув у хаосі і був розпущений.
Лідерами «крайніх» були:
- Лала Ладжпат Рай - військовий лідер Арья-самадж з Пенджабу,
- Бал Гангадхар Тілак - затятий радикал (маратхі за походженням),
- Біпін Чандра Пал – радикальний бенгальський журналіст.

За їхніми іменами та прізвищами угруповання почали коротко називати «Лал Бал Пал».
Крайнім вдалося довести ідеї весілля до реформи освіти, організації праці, програм взаємодопомоги та культурних заходів. Проте, захищаючи бойкот і виступаючи за припинення співпраці з англійцями (зокрема, за несплату податків), «Лал Бал Пал» звернула на себе жорстокі репресії уряду. У 1907 Пал і Ладжпат Рай були змушені залишити країну, а в 1908 Тілак, чиї підбурювання призвели до зупинки промисловості Бомбея, був заарештований і засуджений до 6 років в'язниці.